# Burcu Sallakoğlu
Burcu Sallakoğlu (13 de agosto de 1987) es una deportista turca que compitió en taekwondo. Ganó una medalla de plata en el Campeonato Europeo de Taekwondo de 2008 en la categoría de –72 kg.

## Palmarés internacional
| Campeonato Europeo | Campeonato Europeo | Campeonato Europeo | Campeonato Europeo |
| Año                | Lugar              | Medalla            | Categoría          |
| ------------------ | ------------------ | ------------------ | ------------------ |
| 2008               | Roma (Italia)      | Medalla de plata   | –72 kg             |